# آلة حاسبة ميكانيكية

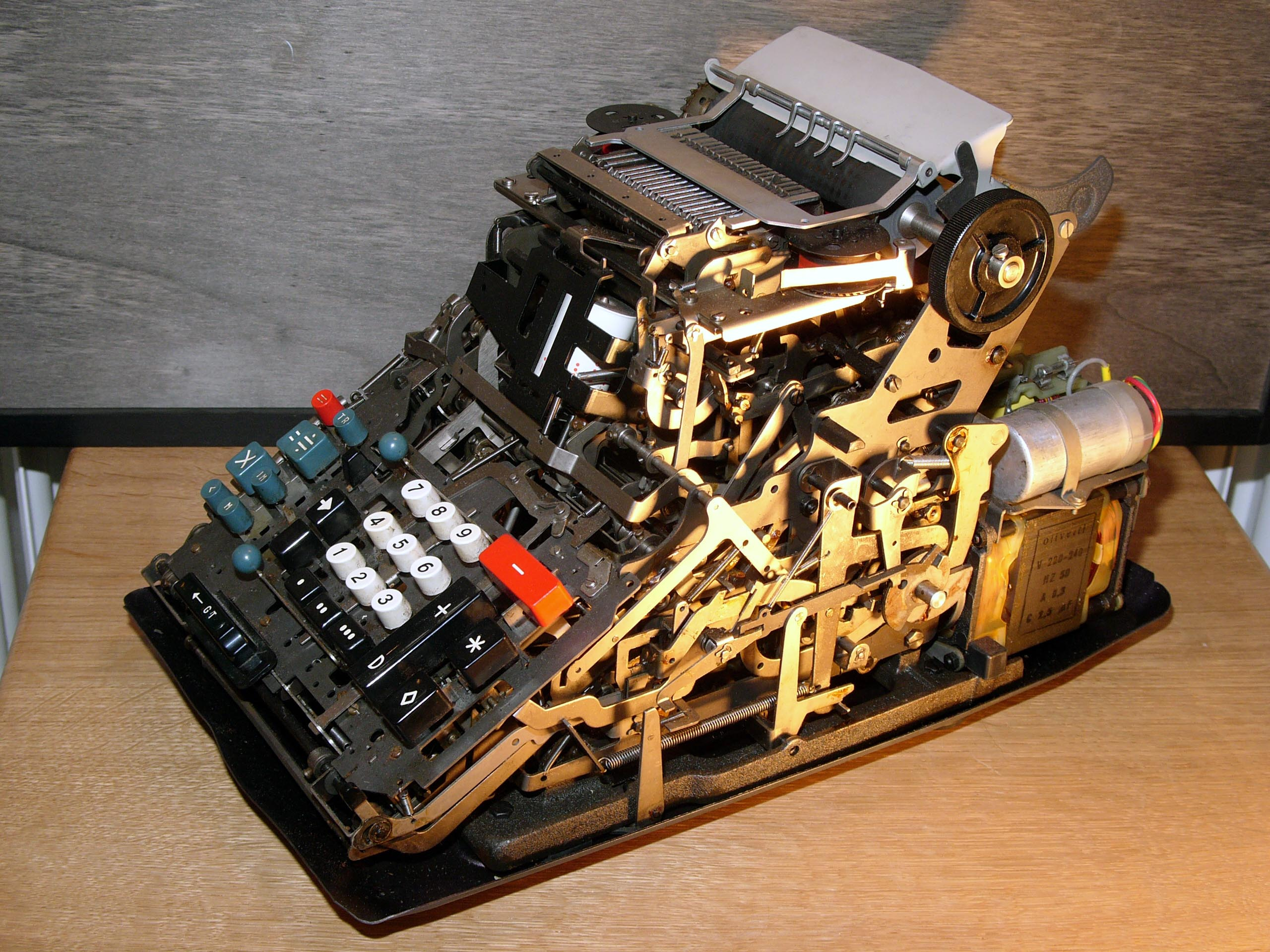
مثال لحاسبة ميكانيكية.

الحاسبة الميكانيكية هي آلة كانت تُستخدم في إجراء العمليات الحسابية وتشتغل بالطاقة الميكانيكية. وكانت معظم الآلات الحاسبة الميكانيكية مماثلة في الحجم للحواسيب المكتبية الصغيرة، وقد تم الاستغناء عنها بعد ظهور الآلات الحاسبة الإلكترونية.